# Paraheterospilus wilbotgardus
Paraheterospilus wilbotgardus – gatunek błonkówki z rodziny męczelkowatych i podrodziny Doryctinae.
Ciało długości od 1,5 do 2 mm, ciemnobrązowe z żółtymi odnóżami, trzonkiem i nóżką czułków, brązowymi biczykami czułków, jasnożółtymi żyłkami skrzydeł oraz często jaśniejszymi wierzchołkowymi tergitami metasomy. Z tyłu pozatułów nieopadający, poziomy. Drugie tergum metasomy około trzykrotnie szersze niż pośrodku długie. Pokładełko krótsze niż metasoma.
Gatunek znany wyłącznie z Kostaryki.